# ترسمير (كورنوال)
ترسمير (بالإنجليزية: Tresmeer)‏ هي أبرشية مدنية تقع في المملكة المتحدة في إنجلترا. يقدر عدد سكانها بـ 271 نسمة .